# Viaduc de la Bresle
Pour les articles homonymes, voir Bresle (homonymie).
Le viaduc de la Bresle permet à l'autoroute française A29 de traverser la vallée de la Bresle au nord d'Aumale, et relie les Hauts-de-France et la Normandie.

## Géographie
D'une longueur de 755 m, le viaduc permet de passer au-dessus de la vallée du fleuve côtier la Bresle. Un cinquième seulement du pont est picard et les quatre-cinquièmes environ sont normands.

## Historique
L'ouvrage a été réalisé dans le cadre d'un concours de « conception-réalisation » avec des contraintes d'implantation des appuis et de respect de l'environnement car l'ouvrage se trouve dans une zone Natura 2000 lancé par la société d'autoroute SANEF avec le maître d'œuvre Scetauroute. Cinq équipes ont participé au concours.
Le concours a été remporté par l'entreprise Razel associée avec le cabinet d'architectes AOA Architectes avec une proposition d'ouvrage entièrement en béton, un tablier monocaisson en béton précontraint de 19,64 m de largeur portant 2 × 2 voies de circulation et d'une hauteur de 4 m. La solution proposée est inspirée du viaduc du Scardon.
Construit entre 2002 et 2004, le viaduc est mis en service le 14 janvier 2005 à l'occasion de la mise en service du tronçon de l'autoroute A29 reliant l'A28 au niveau de Saint-Germain-sur-Eaulne au nord-est de Rouen et l'A16 au niveau de Salouël près d'Amiens.

## Description et techniques de construction
Le pont est en alignement droit. Le profil longitudinal du tablier a une pente constante de 1,5 %. L'entreprise a choisi de le réaliser suivant la méthode du poussage longitudinal en choisissant des portées compatibles avec cette méthode et ayant le meilleur compromis entre les contraintes d'implantation des piles, de rapport hauteur du tablier par rapport au sol (maximum : 38 m) / portée et d'impératif économique. Les travées courantes ont une portée maximale de 61,20 m, les deux dernières travées avant l'accostage sur les culées ont des portées de 57,80 m et 44,20 m. Le tablier comporte un caisson central de 4 m de hauteur avec deux âmes de 0,35 m d'épaisseur et des bracons inclinés partant de l'intersection de l'axe de chaque âme avec le hourdis (ou dalle) inférieur du caisson et allant soutenir le hourdis supérieur. Cette solution a permis d'avoir un rendement mécanique de 0,62.
- Volume de béton : 7 700 m3
- Surface du tablier : 14 800 m2
- Épaisseur moyenne du tablier : 0,46 m
Le poids total du tablier poussé, dans la dernière phase de poussage, est de 19 800 t. Le tablier a été poussé en montant. La force de poussage nécessaire pour le déplacement du tablier correspond à celle nécessaire pour dépasser la résistance due au frottement du tablier sur ses appuis provisoires de glissement placés sur chaque pile et culée, sur l'aire de préfabrication ainsi que l'influence de la pente longitudinale. On considère en général les coefficients de frottement suivants :
- appuis de glissement : 3 ± 2 %
- aire de préfabrication : 15 ± 5 %
Quand les effets du frottement peuvent être défavorables vis-à-vis de la sécurité, par exemple quand on pousse un tablier en descendant, il est prudent de prendre un coefficient de frottement nul sur les appareils d'appui. Les coefficients de frottement sont importants au début du poussage pour diminuer dès que le déplacement a commencé jusqu'à être quasiment nuls. Il est donc déjà arrivé qu'un tablier poussé en descendant se déplace sans qu'il soit exercé d'effort. Il est dans ce cas nécessaire de le retenir.
Les surfaces d'appui des appuis de glissement ne sont pas horizontales mais ont la pente du tablier. Elles engendrent une composante s'opposant à l'avancement du tablier égale à la pente longitudinale du tablier multipliée par la réaction verticale.
Le tablier a été précontraint longitudinalement par des câbles de précontrainte 27T15 extérieurs au béton, placés à l'intérieur du caisson et des câbles éclisses 12T15 intérieurs au béton, tendus après la fin du poussage. Pendant le poussage, une précontrainte antagoniste est mise en place qui est démontée après le poussage. Le hourdis est précontraint transversalement par des câbles 4T15.
Au total, le ratio moyen de précontrainte par rapport au volume de béton du tablier est de 21 kg/m3 :
- précontrainte longitudinale définitive : 162 000 kg
- précontrainte longitudinale antagoniste : 167 000 kg
- précontrainte transversale : 68 700 kg
Le tablier a été réalisé sur une aire de préfabrication placée à l'arrière de la culée basse en tronçons d'une longueur de 30,60 m réalisés chacun en trois phases :
- réalisation du hourdis inférieur et des deux âmes jusqu'à la sous-face du hourdis inférieur, donnant une section en U,
- réalisation du hourdis supérieur avec la mise en place des bracons latéraux,
- mise en précontrainte longitudinale et longitudinale du tronçon avant poussage et pose d'une partie des équipements de la superstructure.

La réalisation de la section en U et du hourdis supérieur se décompose en phases de coffrage, ferraillage, bétonnage et décoffrage. Les bracons sont supposés entièrement comprimés. Ils sont simplement scellés dans leur partie inférieure et liés en partie supérieure au hourdis par des armatures.
À la fin du poussage, le tablier est vériné appui par appui pour permettre le démontage des appuis provisoires de glissement et mettre en place les appuis définitifs.
En fond de vallée, le terrain est marécageux. Chaque pile repose sur des fondations de 4 pieux de diamètre 1,60 m ayant des profondeurs comprises entre 15 m et 33 m. L'architecte a choisi de réaliser des piles à fût unique de forme ronde et souple de section oblongue qui s'évasent en tête pour reprendre les appareils d'appui placés au droit des âmes.